# بخش کنفلوئنسیا
بخش کنفلوئنسیا (به اسپانیایی: Departamento Confluencia) یک منطقهٔ مسکونی در آرژانتین است که در استان نئوکن واقع شده‌است. بخش کنفلوئنسیا ۷٬۳۵۲ کیلومتر مربع مساحت و ۳۱۴٬۷۹۳ نفر جمعیت دارد.